# Gonzalo Javier Rodríguez
Gonzalo Javier Rodríguez (Buenos Aires, 10 april 1984) is een Argentijnse voetballer die doorgaans als centrale verdediger speelt. Hij verruilde Fiorentina in juli 2017 transfervrij voor San Lorenzo. Rodríguez debuteerde in 2003 in het Argentijns voetbalelftal.

## Clubs
Rodríguez begon zijn professionele carrière bij San Lorenzo. Op twintigjarige leeftijd maakte hij zijn debuut in het nationale elftal. In de zomer van 2004 vertrok Rodríguez naar Villarreal. Hier werd hij basisspeler, maar na twee jaar liep hij een zware blessure op. Nadat hij hersteld was, had hij twee maanden later weer dezelfde blessure. Hij herstelde nog een keer en tijdens het seizoen 2008/09 vormde hij een duo achterin met Diego Godín.
Toen Villarreal in 2012 degradeerde uit de Primera División, werd Rodríguez voor anderhalf miljoen euroverkocht aan Fiorentina. Hij verruilde ACF Fiorentina in 2017 transfervrij voor San Lorenzo.
2 Angeleri ·
3 Senesi ·
4 Rodríguez ·
5 Mercier ·
6 Caruzzo ·
7 Mussis ·
8 Gudiño ·
9 Blandi ·
10 Romagnoli ·
11 Viola ·
12 Torrico ·
14 Castro ·
15 Reniero ·
16 Belluschi ·
17 Díaz ·
19 Botta ·
22 Navarro ·
23 Berterame ·
24 Cavallaro ·
25 Devecchi ·
26 Piris Da Motta ·
27 Rojas ·
28 Barrios ·
29 Salazar ·
31 Quignon ·
32 Coloccini ·
34 Moyano ·
35 Conechny ·
36 Merlini ·
40 Acevedo ·
Coach: Biaggio
1 Franco ·
2 Samuel ·
3 Sorín  ·
4 Zanetti ·
5 Cambiasso ·
6 Heinze ·
7 Tévez ·
8 Riquelme ·
9 Saviola ·
10 Aimar ·
11 Delgado ·
12 Lux ·
13 G. Rodríguez ·
14 Milito ·
15 Placente ·
16 Coloccini ·
17 Bernardi ·
18 Santana ·
19 M. Rodríguez ·
20 Demichelis ·
21 Figueroa ·
22 Galletti ·
23 Caballero ·
Coach: Pékerman